# María Paz Bertoglia
María Paz Bertoglia (nacida el 14 de febrero de 1978) es una kinesióloga chilena que trabaja en investigación, enseñanza y comunicación científica en salud pública en las redes sociales.

## Primeros años y carrera
María Paz Bertoglia Arredondo, hija de una madre pediatra y un padre otorrinolaringólogo, creció en las ciudades chilenas de Copiapó y Valparaíso
Bertoglia se graduó como kinesióloga en 2001 en la Pontificia Universidad Católica de Valparaíso de Chile, también realizó una Maestría en Epidemiología en la Pontificia Universidad Católica de Chile, una Maestría en Bioestadística en la Universidad de Chile en 2016 [cita requerida] y aprobó su Doctorado en Salud Pública en la Universidad de Chile en 2021.  Comenzó su vida profesional como kinesióloga, pero posteriormente se cambió a la academia como docente. Fue profesora de la Universidad Católica del Norte, de la Universidad Nacional Andrés Bello, y luego profesora asistente en la facultad de medicina de la Universidad de Chile.
Desde julio de 2022, se desempeña como Jefa del Departamento de Inmunizaciones, dependiente de la Subsecretaría de Salud Pública de Chile. El 11 de abril de 2024 es removida de este cargo.

## Alcance de la salud pública
Bertoglia ha coordinado equipos de salud a nivel nacional e internacional. Ha trabajado en la Organización Panamericana de la Salud y en el Instituto de Salud Pública de Chile, entre otras instituciones académicas y de salud. Actualmente es Miembro del Consejo de Redacción de Cuadernos Médicos Sociales publicados por la Orden de Médicos Profesionales de Chile, además es Presidenta de la Sociedad Chilena de Epidemiología y miembro del Comité Asesor de Inmunizaciones de la Sociedad Chilena de Infectología.

## Televisión y cultura popular
Bertoglia es miembro fundadora de la publicación chilena de divulgación científica etilmercurio y es profesora de pensamiento crítico en la Universidad de Chile. Ha trabajado desmintiendo la promoción de curas de aceite de serpiente y teorías de conspiración por la televisión Chilena.
Bertoglia ha asesorado y participado en el debate público en televisión y radio sobre temas de salud importantes como la gripe y las políticas de vacunación. También ha hablado sobre adicciones como el alcoholismo y el tabaquismo, incluida la falta de regulación y los peligros de los cigarrillos electrónicos y el escándalo que involucra a UNICEF y la industria tabacalera
Bertoglia se negó a participar en el debate televisado con los defensores de la antivacunación, afirmando que no validaría un debate artificial que podría generar la falsa percepción de que ambos lados del debate eran igualmente válidos, confundiendo a la población. Durante la  pandemia de COVID-19 , Bertoglia ha estado en los medios dando consejos basados en la ciencia y también como una dura crítica del gobierno de Sebastián Piñera y su manejo de la pandemia y la escasez de datos disponibles para que científicos e investigadores de salud pública hagan recomendaciones.